# 圣欧班拉普莱讷
圣欧班拉普莱讷（法語：Saint-Aubin-la-Plaine，法語發音：[sɛ̃.t‿obɛ̃ la plɛn]）是法国卢瓦尔河地区大区旺代省的一个市镇，属于丰特奈勒孔特区。

## 地理
圣欧班拉普莱讷（46°30'23"N, 1°3'33"W）面积11.63 平方千米，位于法国卢瓦尔河地区大区旺代省，该省份为法国西部沿海省份，北起大西洋卢瓦尔省和曼恩-卢瓦尔省，西临大西洋，南至滨海夏朗德省，东部及东南部与德塞夫勒省接壤。
与圣欧班拉普莱讷接壤的市镇（或旧市镇、城区）包括：纳利耶、圣艾蒂安德布里卢埃、圣热姆拉普莱讷。

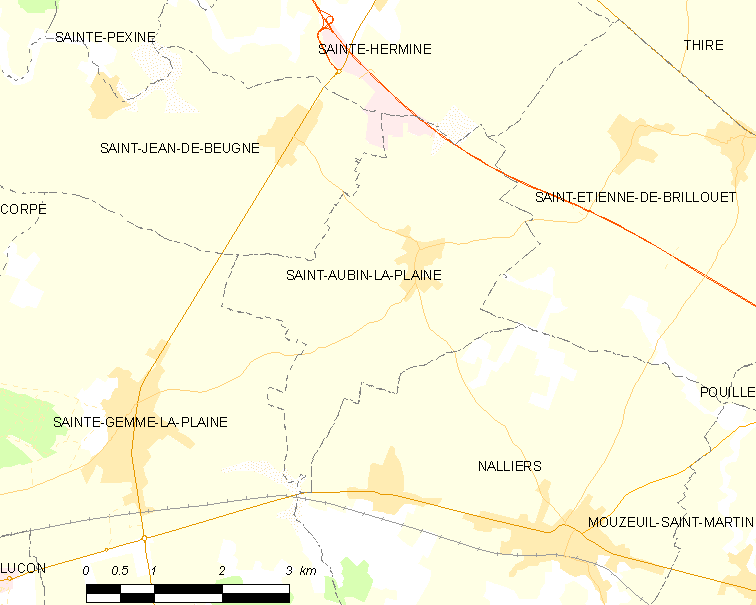
圣欧班拉普莱讷的OSM定位图

圣欧班拉普莱讷的时区为UTC+01:00、UTC+02:00（夏令时）。

## 行政
圣欧班拉普莱讷的邮政编码为85210，INSEE市镇编码为85199。

## 政治
圣欧班拉普莱讷所属的省级选区为拉沙泰涅赖县。

## 人口

1962-2008年间圣欧班拉普莱讷人口变化图示

圣欧班拉普莱讷于2022年1月1日时的人口数量为533人。